# Shanghai Institute of Optics and fine Mechanics
Das Shanghai Institute of Optics and fine Mechanics (SIOM) ist Teil der Chinesische Akademie der Wissenschaften  und wurde im Jahr 1964 gegründet. Der Schwerpunkt liegt  im Bereich der Lasertechnologie, im Speziellen in der Entwicklung und Betrieb von Höchstintensitätslasern, Quantenoptik und deren Anwendung. Insgesamt arbeiten am SIOM 900 Angestellte, darunter 495 Doktoranden und Studenten in Master-Lehrgängen. 
Im Oktober 2018 wurde in der von SIOM betriebenen Shanghai super-intense ultrafast laser facility (SULF), einem im Aufbau befindlichen 10PW-Laser, erstmals eine Energie von 339 J erreicht.